# El Llanero Solitario (película de 2013)
El Llanero Solitario (en inglés, The Lone Ranger) es una película del oeste de acción dirigida por Gore Verbinski, estrenada en los Estados Unidos el 3 de julio del 2013. Distribuida por Walt Disney Pictures, se basó en la serie televisiva del mismo nombre, ambientada en el Viejo Oeste estadounidense. Armie Hammer fue el protagonista y Johnny Depp interpretó a Toro.

## Trama
En una feria de 1933 en San Francisco, un niño llamado Will (Mason Cook), que idolatra la leyenda de El Llanero Solitario, encuentra un maniquí que resulta ser un verdadero indio (nativo americano) llamado "Toro" (Johnny Depp), un comanche que procede a contarle sus vivencias con El Llanero Solitario.
En Colby, Texas, el 18 de marzo de 1869, el abogado John Reid (Armie Hammer) regresa a casa en tren por un ferrocarril transcontinental en construcción administrado por el magnate Latham Cole (Tom Wilkinson). En otro de los vagones viaja Toro, quien va preso junto a Butch Cavendish (William Fichtner), un asesino de indios que es llevado a cumplir la pena de muerte en la horca, tras haber sido capturado por Dan Reid (James Badge Dale), el hermano de John, quien pertenece a los Rangers de Texas. Cavendish, quien lleva un revólver escondido bajo el piso del vagón, sorprende a sus vigilantes, y los mata. Mientras tanto, los hombres de su banda asaltan el tren matando a todo el personal que se encuentran, entre ellos los maquinistas. Cuando pasan sobre el de John, este los sigue, extrañado por el interior de los vagones, hasta llegar al de Cavendish, en el cual entra en el momento en el que el bandido va a matar a Toro. John encañona a Cavendish, pero a su vez es encañonado por dos de los hombres del bandido, por lo que se ve obligado a soltar su arma. Los bandidos lo encadenan junto a Toro y tras haber matado a los maquinistas dejan el tren a la deriva a toda potencia sin posibilidad de frenarlo, el cual no se detiene en la estación, sino que continúa hasta el fin de la vía, Dan tras ver el tren pasando a toda velocidad por la estación lo persigue con sus aliados para intentar detenerlo. John y toro logran liberarse de sus cadenas con un hacha y con la ayuda de Dan y los suyos derrotan a dos de los bandidos de Cavendish, para luego salvar a los pasajeros desenganchando los vagones de la locomotora antes de que el tren descarrile en donde la vía se encuentra en construcción. Después del incidente, Toro es encarcelado y John se transforma en delegado de Dan como Ranger de Texas. Junto a otros seis Rangers comienzan la persecución de Cavendish.
Pocos días después, los hombres de Cavendish, ocultos, emboscan en un cañón a sus perseguidores y los matan a todos, excepto a John y a Dan, quienes quedan heridos en el suelo, sin poder moverse. Cavendish se acerca a Dan y, tras hablar con él sobre la vez que lo encarceló y estuvo preso un año en Tulsa, le arranca el corazón y se lo come en forma de venganza. John, que había perdido el conocimiento, lo recupera durante un instante, en el que observa aterrado la escena, y luego lo vuelve a perder. Toro, que ha escapado misteriosamente de la prisión, aparece un rato después en el lugar de la matanza, donde entierra a los Rangers e intercambia por alpiste algunos objetos de los fallecidos. Sin embargo, cuando va a quitarle la placa de Ranger a John, este le coge una mano, y Toro, asustado, le lanza una piedra a la cabeza, y lo deja de nuevo sin sentido. Tras el golpe, comienza a cubrir con tierra las tumbas, pero se detiene, asombrado, al ver aparecer un caballo blanco, que lleva un sombrero en la boca y lo deja a los pies de John. Toro se acerca al caballo y le dice que elija a Dan, ya que le parecía un gran guerrero, y John, en cambio, un inepto. Pero el caballo se rehúsa y vuelve junto a su elegido, y golpea con la pezuña la placa de Ranger que John lleva puesta. Cuando John vuelve en sí, está en un campamento montado por Toro, quien le cuenta todo lo ocurrido. Le dice que el caballo le eligió a él de entre todos los Rangers para que volviera a la vida, y eso lo convierte en un «alma errante», alguien que ha estado al otro lado y ha vuelto, por lo que ya no puede morir en combate. A partir de ese momento, Toro lo llama Ke-mo-sah-bee, que significa, según dice, «hermano equivocado», puesto que él quería a Dan de compañero. John sigue sin entender cómo pudieron cogerlos desprevenidos; entonces, Toro le dice que eran ocho Rangers y solo cavó siete tumbas. John comprende inmediatamente que hay un traidor, y no puede ser otro que Collins (Leon Rippy), el que enviaron a mirar y les dijo que el camino estaba libre. John se propone capturarlo y Toro le ofrece un antifaz, para que así no puedan reconocerlo y sigan creyendo que está muerto, y también una bala de plata, hecha con las medallas de los Rangers, para que mate con ella a Cavendish, al que él llama un Wendigo.
John y Toro visitan un burdel en el que Collins estuvo recientemente, y preguntan por él. Sin embargo, cuando se hallan junto a Red Harrington (Helena Bonham-Carter), la gerente del establecimiento, entra una horda de gente furiosa diciendo que se han enterado de que un comanche ha entrado en el burdel, y quieren matarlo. Red oculta a Toro y le cuenta que los comanches han roto el tratado atacando la frontera y todo el mundo los odia. Pero los perseguidores de Toro descubren a John y, sabiendo que iba con el comanche, lo persiguen a él también. Saltando sobre el caballo blanco, al que había dejado tras el burdel, John sale galopando. Toro sale de su escondite y corre hacia el caballo mientras lo persigue la gente furibunda, pero al final logra montar en el caballo blanco, y escapa junto a John, el cual, preocupado por Rebecca Reid (Ruth Wilson) y por Danny (Bryan Prince) (ella, la viuda, y él, el hijo de su hermano), quienes vivían en la frontera, se dirige allí. en su granja rebecca esta construyendo un corral con su ayudante, entonces dice que por hoy terminaron entonces va a tomar agua al pozo y de los arbustos salen volando unas aves (lo que significa que había alguien cerca) entonces el ayudante les dice que entren a la casa, entran y rebecca ordena a su sirvienta que cierre puertas y ventanas luego ella toma una escopeta y le dispara a los comanches que están alrededor de la casa pero al final los capturan. Al llegar John y toro, descubren que quienes realmente atacaron la frontera fueron los hombres de Cavendish, disfrazados de comanches. John sorprende a uno de ellos en el granero de Rebecca y de Danny, y le obliga a decirle dónde están, enterándose así de que han sido llevados a la guarida de Cavendish. En ese momento, es sorprendido por otros bandidos, los cuales lo encierran en el granero y le prenden fuego. John y Toro suben al tejado, donde se hallaba inexplicablemente el caballo, que los saca de allí. John mata a dos de los bandidos, pero el tercero logra escapar y pone sobre aviso a Cavendish, que ordena a Collins ejecutar a Rebecca y a Danny. Pero este se siente arrepentido en el último momento, y los deja escapar. En ese momento, llega al lugar Latham Cole, que mata de un tiro a Collins y captura de nuevo a Rebecca y a Danny, y se los lleva a uno de sus trenes, donde los encierra en un vagón. Después, da una conferencia en la que anuncia que la línea de ferrocarril pasará también por territorio comanche, cosa que está prohibida por el tratado, pero se excusa diciendo que fueron los comanches los que lo rompieron primero. El capitán Jay Fuller (Barry Pepper) es enviado a territorio comanche con la misión de exterminar a la tribu.
John y Toro, que se han perdido buscando la guarida de Cavendish, acaban en territorio comanche, donde descubren vías de ferrocarril antes de ser capturados por los indios. John es conducido a presencia del jefe de los comanches, que le cuenta la historia de Toro: cuando era pequeño, rescató a dos hombres blancos que se hallaban perdidos y sin conocimiento por aquellos parajes, y después les mostró la mina de plata existente en aquella región, solo conocida por los comanches, a cambio de un reloj de bolsillo. Deseando la mina para ellos solos, los dos hombres blancos mataron a todos los comanches del poblado para así ser los únicos conocedores de su ubicación. Pero dejaron vivo a Toro, que se quedó con una enorme culpa y prometió matar a esos hombres.
Después, los comanches entierran a John y a Toro, dejándoles solo la cabeza fuera, y los abandonan ahí para que mueran. En ese momento, llega el capitán Fuller con sus hombres. John guarda la esperanza de que los rescate, pero pasa junto a ellos sin hacerles caso y se dirige al poblado comanche, el cual destruye. Cuando unos escorpiones trepan por la cara de John y de Toro, llega el caballo blanco, que le lame los escorpiones a John y, tras masticarlos, le ayuda a salir. John se marcha sin salvar a Toro, pero vuelve al poco rato, al caer en la cuenta de que no sabe dónde está la mina, y el comanche sí. Al llegar a la mina, se introducen en el túnel, y a medida que los hombres de Cavendish se adentran en él, cegados por la oscuridad, los van dejando fuera de combate, para finalmente echarle a Cavendish y al resto de sus hombres una vagoneta casi llena de plata, sobre la cual han puesto cartuchos de dinamita con la mecha encendida, que al estallar matan a los hombres de Cavendish, y a este lo dejan en el suelo sin poder moverse. Toro le dice a John que lo mate con la bala de plata, pero este se niega. Deseando sobre todas las cosas matar a Cavendish, Toro lanza a John contra el suelo, coge su revólver e introduce en el tambor la bala de plata para matarlo él mismo, pero John coge una pala y golpea con ella a Toro justo cuando iba a apretar el gatillo, lo ataca por la espalda y dejándolo sin sentido. Harto de actuar clandestinamente, John se quita el antifaz y decide presentarse como Ranger para entregar a Cavendish, al cual ata y lleva tras su caballo. Lo entrega a Cole, el cual le invita a cenar con él, y en la mesa le revela que Cavendish es su hermano, y que los dos hombres blancos a los que el niño comanche mostró la mina de plata eran ellos. Tras contarlo, saca un revólver para matar a John, pero este ya no está en su silla, sino que se encuentra junto a Cole, encañonándolo. Mientras tanto, Toro es hallado por trabajadores chinos inmigrantes que trabajaban en la mina y deciden ayudarlo. Rebecca logra escapar del vagón en el que estaba encerrada, y su hijo Danny se queda vigilando al que antes los vigilaba a ellos, mientras le apunta con un revólver. Rebecca logra entrar en otro vagón, donde se encuentra aterrada a Cavendish, que había sido libertado por Cole, el cual la hace de nuevo prisionera. John llega con Cole al vagón en el que está Danny, quien le pregunta qué ha sido de su padre. Cole se apresura a contestar, diciendo que está muerto, y que fue John quien lo mató. Este se defiende diciendo que era su hermano, pero Cole se aprovecha de que Danny solo ha visto una vez en toda su vida a su tío y apenas le conoce, y de que el niño tiene más confianza con él para ponerlo de su parte. Danny encañona a John, que guarda su arma y trata de tranquilizarlo. En ese momento, entran en el vagón Cavendish y Rebecca, y un instante después hace su aparición el capitán Fuller, que no sabe de qué parte ponerse. John le cuenta que no fueron comanches los que atacaron la frontera, sino los hombres de Cavendish disfrazados, para que así su hermano, Latham Cole, pudiera romper el tratado, excusándose con que habían empezado los comanches, y pasar la línea de ferrocarril por territorio indio. Cole admite que es cierto, pero le dice al capitán que sobre él también recae mucha culpabilidad, pues destruyó el poblado comanche sin motivo alguno. Esto hace que Fuller se ponga de su parte, encañonando a John, al que envía de nuevo a la mina para que lo fusilen. Pero, justo cuando iban a dispararle, aparece Toro junto con todos los comanches supervivientes, los cuales se lanzan al ataque. Los soldados, contando con armas mucho más avanzadas, acaban matando a todos los comanches, pero Toro logra escapar con John. Este, indignado ante los hombres que representan a la justicia, decide volver a ponerse el antifaz, y planea junto a Toro el robo de la plata extraída de la mina.
El día de la inauguración de la línea de ferrocarril, John y Toro vuelan el puente por el que ha de pasar el tren. Mientras tanto, el mayor accionista le da un reloj de bolsillo de oro de regalo a cole luego el habla con los otros accionistas de la compañía ferroviaria y les dice que desde ese momento trabajan para él, puesto que el hacer pasar la línea de ferrocarril por territorio comanche lo convierte en el mayor accionista. Además, en el tren que inaugurará la línea hay cuatro vagones repletos de plata de su propiedad. El que hasta ese momento era el mayor accionista intenta replicar, pero Cole le da un tiro y lo deja herido en el suelo y hace que el resto de los accionistas se acobarden y lo reconozcan (votando) como su jefe. Mientras tanto, Toro sube a la locomotora, la cual pone en marcha tras dejar fuera de combate a los maquinistas, y ante la sorpresa de todos, el tren se marcha antes de lo esperado. Cole observa su partida y da órdenes al capitán Fuller de detenerlo. Este pone en acción a todos sus soldados, que saltan al techo de los vagones, y dispone una ametralladora Gatling para eliminar a Toro, la cual acribilla la locomotora. Pero en ese momento llega John cabalgando sobre los tejados de las casas, le echa un lazo al cañón de la ametralladora, y, tirando de la cuerda, lo desvía. John sigue cabalgando sobre los tejados junto al tren, y cuando éstos se acaban, salta con el caballo blanco al techo de un vagón. Mientras tanto, Cole, Cavendish y Fuller cogen un segundo tren, con el que persiguen al de Toro; mientras los dos primeros manejan la locomotora, el tercero retiene a los pasajeros. John entra cabalgando en el interior de un vagón que está frente al de Fuller, y ambos se disparan, haciendo trizas todas las ventanillas. Después, deja al caballo blanco galopando junto al tren y desengancha los vagones que van detrás, para no poner en peligro a los pasajeros. En ese momento, se encuentra con Cavendish, quien había saltado de un tren a otro y llevaba prisionera a Rebecca. John sube al techo del vagón, donde se halla el bandido, pero este le amenaza con arrojar a Rebecca del tren si opone resistencia. Sin embargo, John le dice que puede tirarla si quiere, y Cavendish lo hace, pero Rebecca cae sobre el lomo del caballo blanco, que galopaba junto al vagón preparado para algo así. Después, John propina a Cavendish un puñetazo que lo deja sin sentido. El vagón en el que van se desengancha de los vagones que van por delante, y queda aislado. En un empalme de las vías de los dos trenes, el vagón queda en posición transversal a las vías y continúa arrastrándose por encima de ellas. En ese momento, John es sorprendido por Cavendish, quien ha recuperado el conocimiento. Sin embargo, John saca su cuerda, echa el lazo a una rama y, balanceándose en la cuerda, se aleja del vagón mientras desea a Cavendish un buen viaje al infierno. El bandido no comprende nada, hasta que se da la vuelta y ve la locomotora de Cole acercarse a una velocidad vertiginosa. Cavendish intenta saltar del vagón, pero este es atravesado por la locomotora antes de que al bandido le diera tiempo de nada, y arrasa con él. Mientras, John suelta la cuerda y cae sobre el caballo, a quien conduce hacia el tren. Deja a Rebecca junto a su hijo Danny, quien le da la bala de plata que Toro le intercambió por una chuchería antes de huir con el otro tren. John coge la bala y monta de nuevo en su caballo, en dirección a los vagones en los que va la plata. En ese instante, la locomotora de Cole y la de Toro están una frente a otra. Cole salta al otro tren y, tras luchar contra Toro, logra derribarle, y saca su revólver para matarlo. Pero en ese instante aparece John cabalgando por una ladera junto al tren, a una altura muy superior. Al ver la escena, introduce la bala de plata en el tambor de su revólver, apunta y dispara. Aunque la distancia que separa a John de Cole es enorme, el proyectil da en el blanco: el revólver con el que iba a matar a Toro sale despedido de la mano de Cole cuando la bala de plata le da. Toro se pone de pie, y le dice a Cole que cuando era pequeño hizo un mal trueque con él, le pone el reloj de bolsillo en la mano, salta del vagón y cae sobre la locomotora para luego dispararle al seguro que los une y dejar que los vagones de plata se vayan con Cole sobre ellos. Cole cree que ha ganado y que escapa con la plata, pero poco después el tren llega al río donde estaba el puente que John y Toro volaron. La locomotora y los cuatro vagones repletos de plata caen al río desde una altura inmensa, y Cole muere.
El pueblo y la compañía ferroviaria reconocen a John como héroe y le ofrecen un puesto como abogado. John lo rechaza, se despide de Rebecca y de Danny, y se marcha junto a Toro, a quien le dice en el camino que decidió llamar Silver a su caballo blanco, y ensaya frente a él, por vez primera, su célebre llamado "¡Ayó, Silver! [¡Arre, Plata!]", a lo que Toro le dice que nunca vuelva a hacer eso.
De vuelta a 1933, Will insinúa a Toro que sus andanzas con El Llanero Solitario son tan solo un cuento. El comanche, entregándole la bala de plata y llamándole Ki-mo-sah-bi, le dice que él debe decidirlo.

## Reparto
- Johnny Depp como Toro.
- Armie Hammer como John Reid/El Llanero Solitario.
- Tom Wilkinson como Latham Cole.
- William Fichtner como Butch Cavendish.
- Ruth Wilson como Rebecca Reid.
- Bryant Prince como Danny Reid.
- James Badge Dale como Dan Reid.
- Helena Bonham Carter como Red Harrington.
- Barry Pepper como el Capitán j fuller.
- Saginaw Grant como el jefe gran oso.
- Mason Cook como Will.
- Joaquin Cosio como Jesus un bandido.
- Harry Treadaway como Frank un bandido.
- James Frain como barret un bandido.

## Premios
- Premios Oscar 2014 - Mejores efectos visuales - Nominada
- Premios Óscar 2014 - Mejor maquillaje y peluquería - Nominada

## Producción
En agosto del 2011, la compañía Disney decidió postergar el rodaje de The Lone Ranger, por su elevado costo de producción: $250 000 000. Para reducirlo, los productores Johnny Depp y Jerry Bruckheimer y el director Gore Verbinski decidieron prescindir de algunas escenas de acción y bajar sus propios salarios, para que el presupuesto de la cinta llegara a $215 000 000. La elección de los lugares de filmación basándose en los incentivos tributarios que ofrecían los diferentes estados permitió a la producción ahorrar $18 000 000. Agrupar las escenas en que participaban ciento cincuenta extras —y sus correspondientes maquilladores, vestuaristas y proveedores de alimentos— también sirvió para ahorrar otros $10 000 000.
La grabación de El Llanero Solitario comenzó el 28 de febrero del 2012 en el estado de Nuevo México, y se vio retrasada por algunos inconvenientes climáticos, como tormentas de viento y de arena, que dañaron la escenografía. Entre las escenas descartadas, estaba una en la que un antiguo tren a vapor cruzaba el Viejo Oeste a alta velocidad; sin embargo, como estas máquinas eran de gran importancia para la ambientación de la película, Verbinski optó por construir sus propios trenes a partir de desechos. Otras secuencias eliminadas fueron: aquella en la que aparecían coyotes sobrenaturales, y otra más animada por computadora. A pesar de los esfuerzos para reducir el presupuesto, en junio del 2012 la revista The Hollywood Reporter citó a fuentes cercanas a la producción para asegurar que los costos de la cinta habían subido nuevamente a una cifra cercana a los $250 000 000.
Inicialmente, Disney programó el estreno de The Lone Ranger para fines del 2012 para que compitiese con El hobbit: un viaje inesperado y con Life of Pi, pero los atrasos en el rodaje no lo permitieron. Otros inconvenientes durante la producción de la película fueron la muerte por paro cardiaco de un soldador que preparaba un tanque para una escena acuática, en septiembre del 2012, y la deserción del músico Jack White como compositor de la banda sonora, por conflictos logísticos. Aunque algunas de sus creaciones aparecerán en la película, Disney escogió a Hans Zimmer para terminar su trabajo.

## Recepción

### Crítica
En la página web Metacritic, la película recibió 37 puntos de un máximo de 100, con base en 45 críticas, lo que significa «opiniones generalmente desfavorables».
En cambio, recibió buenas críticas de los usuarios de Sensacine: 3,4/5 estrellas (sobre la base de 136 votos) y de los usuarios de El Séptimo Arte: 7,3 de 10 sobre la base de 244 votos. También en IMDb, el público fue más generoso y le otorgó 6,7 puntos de un máximo de 10 sobre la base de 31 232 votos. 

## Taquilla
Durante su primer fin de semana en la cartelera estadounidense, El Llanero Solitario se exhibió en 3904 salas, recaudando $29 210 849 dólares, y quedó en el segundo lugar, por debajo de Despicable Me 2. A nivel mundial, al 27 de agosto del 2013, recaudó $230 389 692.